# Pfingstnelke
Die Pfingst-Nelke (Dianthus gratianopolitanus), auch Grenobler Nelke oder Felsennägele, ist eine Pflanzenart aus der Gattung der Nelken (Dianthus) innerhalb der Familie der Nelkengewächse (Caryophyllaceae). Sie ist hauptsächlich in den Mittelgebirgen Mittel- und Westeuropas verbreitet.

## Beschreibung

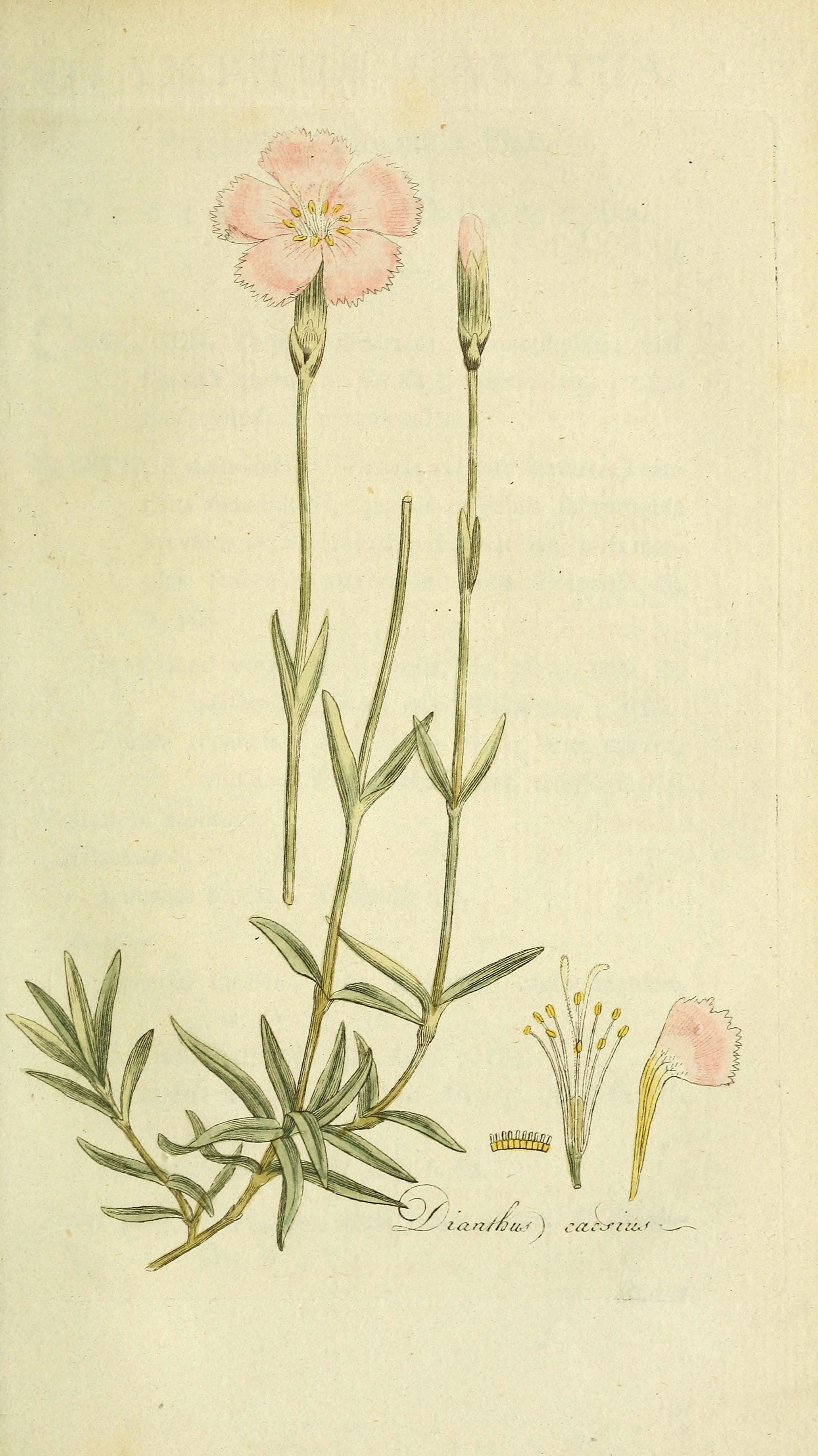
Illustration aus Flora Europaea inchoata, Tafel 37

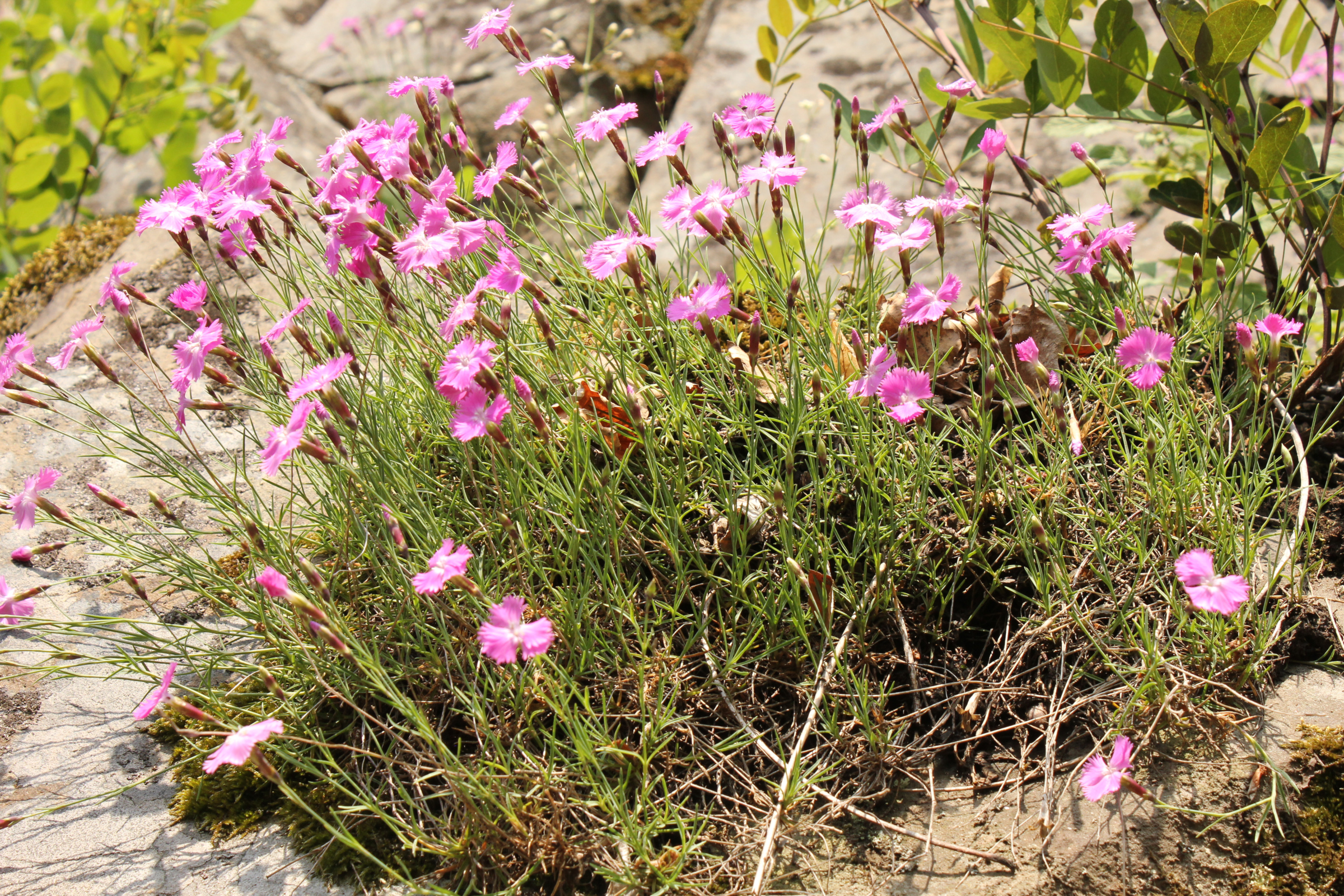
Habitus und Blüten im Habitat

### Vegetative Merkmale
Die Pfingst-Nelke ist eine überwinternd grüne, ausdauernde krautige Pflanze und erreicht Wuchshöhen von 10 bis 20 Zentimetern. Sie wächst in dichten Rasen oder locker polsterförmig.
Die Laubblätter sind gegenständig am Stängel angeordnet. Die einfache, blau-grüne und kahle Blattspreite ist bei einer Länge von 2 bis 6 Zentimetern und einer Breite von etwa 2 Millimetern linealisch.

### Generative Merkmale
Die Blütezeit reicht von Mai bis Anfang Juli. Die Stängel sind in der Regel einblütig und bestehen aus 4 bis 6 gestreckten Internodien.
Die zwittrigen Blüten sind bei einem Durchmesser von 1,5 und 3 Zentimetern radiärsymmetrisch. Der zylindrische Kelch ist insgesamt 12 bis 16 Millimeter lang und zwei- bis dreimal so lang wie die vier bis sechs zugespitzten, schuppenförmigen, schmal hautrandigen Kelchschuppen. Die rosafarbenen bis hellroten Kronblätter sind gezähnt und am Schlund behaart. Der Nagel jedes Kronblatts besitzt 2 abstehende Flügelleisten.
Die Chromosomenzahl beträgt 2n = 60 oder 90.

## Ökologie
Bei der Pfingst-Nelke handelt es sich um einen Chamaephyten. Die Pfingst-Nelke ist durch den Polsterwuchs, durch kleine mit einer Wachsschicht überzogenen Blättern und mit Festigungsgewebe versehenen Leitbündeln an trockene und heiße Standorte angepasst (Xerophyt). Es werden nur wenige Zentimeter lange Wurzeln gebildet, dies ermöglicht der Pfingst-Nelke auf sehr flachgründigen Böden zu wachsen.
Mit ihrer Blütenfarbe und mit ihrem Duft lockt die Pfingst-Nelke vor allem Tagfalter an. Die nektarreichen Blüten der Pfingst-Nelke werden von Insekten, vor allem von Tagfaltern, bestäubt.
Die Diasporen werden durch den Wind ausgebreitet.

## Vorkommen und Gefährdung
Die Pfingst-Nelke ist hauptsächlich in den Mittelgebirgen Zentral- und Westeuropas, von Frankreich bis nach Polen verbreitet. Die Hauptverbreitung liegt im Französischen, Schweizer und Deutschen Jura. Sie fehlt in den Alpen. In Europa kommt sie ursprünglich vor in den Ländern Frankreich, „Großbritannien“, Belgien, Schweiz, Deutschland, Polen, Tschechien und in der Ukraine. In Island kommt sie eingeschleppt vor, in Italien ist die Ursprünglichkeit zweifelhaft.
Die Populationen der Pfingst-Nelke sind meist sehr klein (2 bis 15 Polster). Die Pfingst-Nelke hat eine reliktartige Verbreitung und fehlt an vielen potentiell günstigen Standorten. Sie wächst vor allem auf Felsen und in trockenen Felsspalten, aber auch in Trocken- und Halbtrockenrasen, Steppenheiden sowie in Kiefernwäldern in Höhenlagen bis zu 2200 Metern. Sie gedeiht meist auf warmen, trockenen, basenreichen, kalkarmen, humosen, flachgründigen Stein- und Felsböden, wächst aber auch  auf Kalk, Dolomit und Molasse. Dianthus gratianopolitanus ist in Mitteleuropa eine Charakterart des Diantho-Festucetum.
Die ökologischen Zeigerwerte nach Landolt et al. 2010 sind in der Schweiz: Feuchtezahl F = 1 (sehr trocken), Lichtzahl L = 4 (hell), Reaktionszahl R = 5 (basisch), Temperaturzahl T = 3+ (unter-montan und ober-kollin), Nährstoffzahl N = 2 (nährstoffarm), Kontinentalitätszahl K = 4 (subkontinental).
Die Pfingst-Nelke ist in Mitteleuropa gefährdet und im Rückgang begriffen. Nach der Bundesartenschutzverordnung (BArtSchV) ist sie „besonders geschützt“. In Deutschland ist sie zudem als eine nationale Verantwortungsart innerhalb der Nationalen Strategie zur biologischen Vielfalt der Bundesregierung eingestuft. Die Pfingst-Nelke ist durch Luftverschmutzung sowie durch Trittbelastung von Wanderern und Kletterern gefährdet.

## Taxonomie
Die Erstbeschreibung von Dianthus gratianopolitanus erfolgte 1789 durch Dominique Villars in Histoire des plantes du Dauphiné, Band 3, S. 598. Ein Synonym für Dianthus gratianopolitanus Vill. ist Dianthus caesius Sm.. Das Artepitheton gratianopolitanus bedeutet "von Grenoble"; Gratianopolis war der Name der Stadt Grenoble zur Römerzeit.

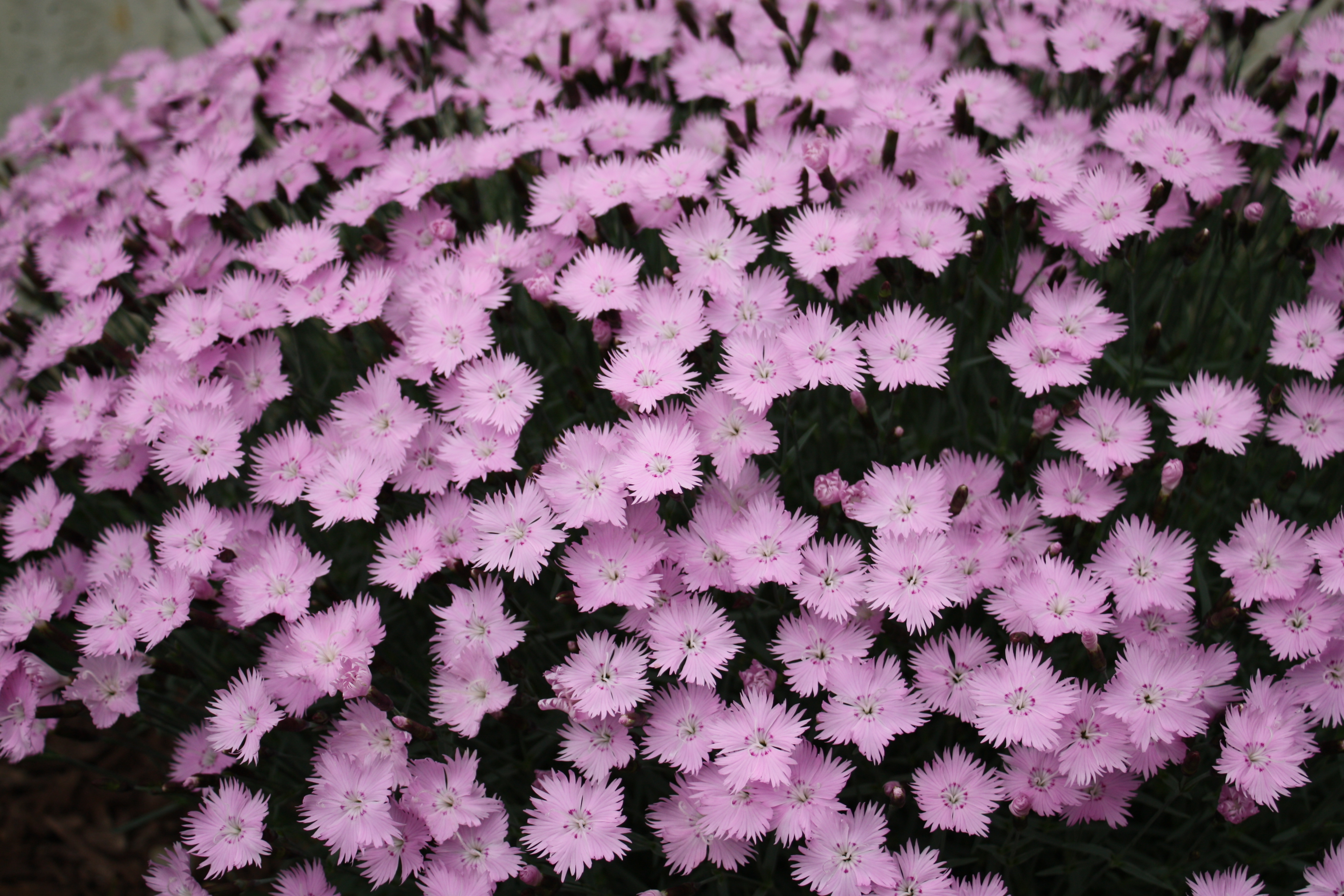
Die Sorte ‘Baths Pink’

## Nutzung
Dianthus gratianopolitanus wird in den gemäßigten Gebieten in zahlreichen Sorten als Zierpflanze auf Balkon, in Garten und im Park verwendet. Zander 2008 nennt folgende Sorten: ‘Badenia’ Knecht, ‘Blauigel’ Penzler, ‘Compactus Eydangeri’, ‘Emmen’, ‘Feuerhexe’ Kayser und Seibert, ‘La Bourboule’, ‘Nordstjernen’ Landw. Hochschule Aas, ‘Oakington Pink’, ‘Pink Jewel’, ‘Prince Charming’, ‘Rosafeder’, ‘Rotkäppchen’ Jügl, ‘Rubin’ Knecht und ‘Stäfa’.

## Trivialnamen
Für die Pfingst-Nelke bestehen bzw. bestanden auch die weiteren deutschsprachigen Trivialnamen: Leienfledde (Eifel bei Altenahr), Pfingstnägele (Augsburg), Pfingstnägeli (Bern), Todtennägeln (Augsburg) und Veitsnägeln (Augsburg).